# آگاسیکل
آگاسیکل، متناوباً آگسیکل یا هِگِسیکل (زبان یونانی: Ἀγασικλῆς, Ἀγησικλῆς, Ἡγησικλῆς)، پادشاه اسپارت، سیزدهمین نواده پروکلس بود.
پسر آرکیداموس یکم، از لیست پادشاهان اسپارتی، با لئون اسپارتی هم دوره یا معاصر بود و احتمالاً پیرامون ۵۹۰ پیش از میلاد یا ۶۰۰ جانشین پدرش شد. در درازنای پادشاهی او، لاکدامنیان، جنگ نافرجامی را علیه تِگئا آغاز کردند، ولی در جنگ‌های دیگرشان پیروز شدند. (هرود. ۶۵. مکث. سوم ۷، § ۶، ۳. ۳.. ۵. ) پسرش آریستون جانشین وی شد.

## یادداشت
1. ↑  Louis Moréri (1732), Le grand dictionnaire historique: ou le mélange curieux de l'histoire sacrée et profane qui contient en abrégé l'histoire fabuleuse des Dieux et des Héros de l'Antiquité Payenne, les vies et les actions remarquables des Patriarches ..., l'établissement et le progrès des Ordres Religieux et Militaires et la vie de leurs Fondateurs, les généalogies ..., la description des Empires Royaumes ..., l'histoire des conciles généraux et particuliers sous le nom des lieux où ils ont été tenus ..., Volume 4 (Google eBook) Retrieved 2011-12-03